# 24-я танковая дивизия (СССР, 1956)
24-я танковая дивизия (сокр. 24 тд, в/ч 29760) — тактическое соединение Сухопутных войск СССР.
Дивизия создана 9 июня 1956 года. Расформирована при выводе в Россию в 1993 году.

## История
24-я танковая дивизия сформирована 9 июня 1956 года как тяжёлая путём сведения нескольких отдельных тяжёлых танковых полков. Механизированного/мотострелкового полка дивизия не имела на момент создания. Годом позже 25 июня 1957 года дивизия переформирована в обычную.
В августе 1960 г. дивизия стала учебной. В апреле 1962 года 285-й гв. мсп был изъят, вместо него в состав соединения вошёл 13-й гвардейский мотострелковый полк.
С сентября 1987 года дивизия стала 54-м окружным учебным центром. В августе 1991 года 54-й ОУЦ переведён в Ленинградский военный округ в посёлок Струги Красные.
В конце 1980-х годов вооружение дивизии составляло 138 танков (14 Т-54, 10 Т-62, 114 Т-72), 100 боевых бронемашин (9 БТР-60, 11 БТР-70, 79 БМП-1, БРМ-1К), 75 артиллерийских систем (15 2С1, 27 2С3, 10 Д-30, 7 ПМ-38, 9 2С12, 7 Град).
После распада СССР, Прибалтийский военный округ переформирован в Северо-Западную группу войск (СЗГВ) и в ходе поэтапного вывода сил в Россию, 54-й ОУЦ передислоцирован в посёлок Владимирский Лагерь, где переформирован в 25-ю отдельную гвардейскую мотострелковую бригаду, которой переданы регалии 13-го гв. умсп.

## Состав
В составе 24-й дивизии на 1957 год находились 285-й гвардейский мотострелковый полк, 177-й, 193-й, 207-й танковые полки. С 1962 г. вместо 285-го полка в состав дивизии введён 13-й гвардейский мотострелковый полк.

### 1988 год
- управление (Добеле);
- 177-й учебный танковый полк (Добеле);
- 193-й учебный танковый полк (Добеле);
- 207-й учебный танковый полк (Вентспилс);
- 13-й учебный гвардейский мотострелковый Севастопольский Краснознамённый полк имени Красных Латышских стрелков (Адажи);
- 1261-й учебный артиллерийский полк (Адажи);
- 1265-й учебный зенитный артиллерийский полк (Добеле);
- отдельный учебный разведывательный батальон (Добеле);
- 422-й отдельный учебный инженерно-сапёрный батальон (Добеле);
- 84-й отдельный учебный батальон связи (Добеле);
- 556-й отдельный учебный батальон химической защиты (Адажи);
- 381-й отдельный учебный ремонтно-восстановительный батальон (Добеле);
- 712-й отдельный учебный автомобильный батальон (Добеле);
- 24-й отдельный учебный медицинский батальон (Адажи);
- ОВКР (Добеле).[6]